# Rossijskaja (stanice metra v Samaře)
Rossijskaja (rusky Российская) je stanice samarského metra.

## Charakter stanice
Jedná se o nejnovější stanici, která byla budována od prosince 2005 až do listopadu 2007. Samarské metro se rozšiřovalo pouze s omezenými finančními prostředky, a tak bylo možné budovat pouze úseky čítající jedinou stanici. I tak se výstavba úseku již několikrát zpozdila a datum otevření muselo být několikrát posunuto. Nakonec bylo možné zkušební provoz zahájit již 26. listopadu 2007 a o měsíc později pak zahájit i běžný provoz s cestujícími. Mělce založená stanice je v Samarském metru první, která má boční nástupiště. Původní název podle nedaleké ulice – Prospekt Lenina – byl nakonec změněn na současný.